# Pediatric Obesity
Pediatric Obesity, abgekürzt Pediatr. Obes., ist eine wissenschaftliche Fachzeitschrift, die vom Wiley-Blackwell-Verlag veröffentlicht wird. Die Zeitschrift wurde 2006 unter dem Namen International Journal of Pediatric Obesity gegründet und im Jahr 2012 in den derzeit gültigen geändert. Sie ist ein offizielles Publikationsorgan der World Obesity Federation und erscheint mit sechs Ausgaben im Jahr. Es werden Arbeiten veröffentlicht, die sich mit der Fettsucht bei Kindern und Jugendlichen beschäftigen.
Der Impact Factor lag im Jahr 2014 bei 4,573. Nach der Statistik des ISI Web of Knowledge wird das Journal mit diesem Impact Factor in der Kategorie Pädiatrie an fünfter Stelle von 119 Zeitschriften geführt.